# Rostroraja
Rostroraja – rodzaj ryb chrzęstnoszkieletowych z rodziny rajowatych (Rajidae).

## Rozmieszczenie geograficzne
Do rodzaju należą gatunki występujące w wodach zachodniego i wschodniego Oceanu Atlantyckiego, zachodniego Oceanu Indyjskiego oraz wschodniego Oceanu Spokojnego.

## Morfologia
Długość ciała do 230 cm.

## Systematyka
Rodzaj zdefiniował w 1972 roku południowoafrykański ichtiolog P. Alexander Hulley w artykule poświęconym pochodzeniu, wzajemnym relacjom i rozmieszczeniu południowoafrykańskich rai opublikowanym w czasopiśmie Annals of the South African Museum. Gatunkiem typowym jest (oryginalne oznaczenie (także monotypowe)) raja siwa (R. alba).

### Etymologia
Rostroraja: łac. rostrum ‘dziób, pysk’; raia ‘płaszczka, raja’.

### Podział systematyczny
Do rodzaju należą następujące gatunki:
- Rostroraja ackleyi (Garman, 1881)
- Rostroraja alba (Lacépède, 1803) – raja siwa[5]
- Rostroraja bahamensis (Bigelow & Schroeder, 1965)
- Rostroraja cervigoni (Bigelow & Schroeder, 1964)
- Rostroraja eglanteria (Bosc, 1800)
- Rostroraja equatorialis (Jordan & Bollman, 1890)
- Rostroraja texana (Chandler, 1921)
- Rostroraja velezi (Chirichigno F., 1973)